# Ruby Yang
Ruby Yang é uma cineasta chinesa. Como reconhecimento, foi nomeada ao Oscar 2011 na categoria de Melhor Documentário em Curta-metragem por The Warriors or Qiugang.